# Dectocera
Dectocera is een geslacht van vlinders van de familie snuitmotten (Pyralidae), uit de onderfamilie Phycitinae.

## Soorten
- D. pseudolimbella Ragonot, 1887
- D. tristis Kirpichnikova & Yamanaka, 1999